# 工場抵当法
工場抵当法（こうじょうていとうほう、明治38年3月13日法律第54号）は、工場抵当権および工場財団に関する日本の法律である。

## 概要

### 工場抵当権
工場の所有者が、金融を受けるために抵当権を設定する場合、不動産である工場の土地及び建物については、抵当権の設定が可能であるが、動産である工場の設備については、抵当権の設定ができず、抵当の価格が低くなり融資が困難になる欠点があった。そこで、工場の土地、建物、設備を一括して抵当権の設定対象とすることができるようしたのが本法である。
工場の所有者が工場に属する土地の上に設定した抵当権は、建物を除くほか、その土地に付加して一体をなす物及びその土地に備え付けた機械、器具その他工場の用に供する物に及ぶ（2条1項）。この規定は、工場の所有者が工場に属する建物の上に設定した抵当権に準用される（2条2項）。このような抵当権を（狭義の）「工場抵当権」と称し、民法370条による抵当権の効力（抵当目的物に付加して一体となっている物）よりも広い範囲で抵当権の効力が認められることとなる。
この場合、その土地又は建物に備え付けた機械、器具その他工場の用に供する物であって、2条の規定によって抵当権の目的であるものは、抵当権の登記の登記事項とされる（3条1項）。

### 工場財団
工場の所有者は、抵当権の目的とするために、一個又は数個の工場について、工場財団を設けることができる。工場財団は、不動産とみなされるが（14条1項）、所有権及び抵当権以外の権利の目的とすることはできない（14条2項）。
工場財団の設定は、工場財団登記簿に所有権保存の登記をして行う。
工場財団を目的とする抵当権を「工場財団抵当権」と称する。講学的には財団抵当の一種である。